# Isbel Luaces
Pour les articles homonymes, voir Luaces.
Isbel Luaces McKullock (né le 20 juillet 1975 à Camagüey) est un athlète cubain, spécialiste du lancer du javelot.

## Biographie

### Palmarès
| Date | Compétition                                      | Lieu              | Résultat | Performance |
| ---- | ------------------------------------------------ | ----------------- | -------- | ----------- |
| 1994 | Championnats du monde juniors                    | Lisbonne          | 3e       | 72,82 m     |
| 1995 | Championnats d'Amérique centrale et des Caraïbes | Guatemala         | 1er      | 74,78 m     |
| 1997 | Championnats d'Amérique centrale et des Caraïbes | San Juan          | 2e       | 73,80 m     |
| 1998 | Jeux d'Amérique centrale et des Caraïbes         | Maracaibo         | 2e       | 78,96 m     |
| 1999 | Universiade                                      | Palma de Majorque | 3e       | 82,18 m     |
| 2001 | Universiade                                      | Pékin             | 2e       | 81,68 m     |
| 2003 | Jeux panaméricains                               | Saint-Domingue    | 2e       | 80,95 m     |
| 2004 | Championnats ibéro-américains                    | Huelva            | 1er      | 77,98 m     |

### Records
| Épreuve           | Performance | Lieu      | Date            |
| ----------------- | ----------- | --------- | --------------- |
| Lancer du javelot | 83,63 m     | La Havane | 23 juillet 2002 |